# Suregada adenophora
Suregada adenophora är en törelväxtart som beskrevs av Henri Ernest Baillon. Suregada adenophora ingår i släktet Suregada och familjen törelväxter.
Artens utbredningsområde är Madagaskar. Inga underarter finns listade i Catalogue of Life.